# Adrián Martínez (meksykański piłkarz)
Adrián Martínez Flores (ur. 7 stycznia 1970 w mieście Meksyk) – meksykański piłkarz występujący na pozycji bramkarza, obecnie trener.

## Kariera klubowa
Martínez jest wychowankiem zespołu Club León, do której seniorskiej drużyny został włączony w wieku dwudziestu dwóch lat przez szkoleniowca Víctora Manuela Vuceticha. W meksykańskiej Primera División zadebiutował 11 października 1992 w przegranym 0:3 spotkaniu z Necaxą, w 53. minucie pojawiając się na placu gry w celu zastąpienia ukaranego czerwoną kartką pierwszego golkipera ekipy, Luisa Martína Ferreiry. W 1993 roku zajął z Leónem drugie miejsce w najbardziej prestiżowych rozgrywkach północnoamerykańskiego kontynentu – Pucharze Mistrzów CONCACAF, lecz pozostawał wówczas wyłącznie rezerwowym bramkarzem, początkowo dla Luisa Martína Ferreiry, a następnie dla Marco Antonio Ferreiry. Podstawowym golkiperem ekipy został dopiero za kadencji argentyńskiego trenera Roberto Saporitiego, w październiku 1994 i rolę tę pełnił przez niecałe dwa lata, po czym stracił miejsce między słupkami na rzecz Ángela Comizzo. W połowie 1997 roku przeszedł do drugoligowego klubu Correcaminos UAT z siedzibą w mieście Ciudad Victoria, gdzie bez większych sukcesów spędził sześć miesięcy, po czym na pół roku powrócił do Leónu.
Latem 1998 Martínez został zawodnikiem zespołu Club Santos Laguna z siedzibą w Torreón, gdzie od razu wywalczył sobie miejsce w wyjściowym składzie. W wiosennym sezonie Verano 2000, mając niepodważalną pozycję między słupkami, zdobył tytuł wicemistrza kraju, natomiast rok później, podczas rozgrywek Verano 2001, zdobył z ekipą prowadzoną przez szkoleniowca Fernando Quirarte pierwsze i zarazem jedyne w swojej karierze mistrzostwo Meksyku. Po pięciu latach spędzonych w barwach Santos Laguny odszedł do drużyny Club Necaxa z miasta Aguascalientes, gdzie spędził rok w roli podstawowego bramkarza, jednak nie potrafił nawiązać do sukcesów odnoszonych ze swoim poprzednim zespołem. W lipcu 2004 powrócił do Santos Laguny, w której tym razem występował przez dwanaście miesięcy, a ogółem barwy tego klubu reprezentował przez sześć lat i zaraz za Oswaldo Sánchezem jest uznawany za najlepszego bramkarza w historii drużyny.
W połowie 2005 roku Martínez przeniósł się do beniaminka najwyższej klasy rozgrywkowej, zespołu San Luis FC z siedzibą w mieście San Luis Potosí. Tam szybko został kluczowym zawodnikiem formacji obronnej i wydatnie pomógł ekipie w utrzymaniu się w pierwszej lidze, a w wiosennym sezonie Clausura 2006 zdobył ze swoją drużyną największy sukces w jej historii w postaci wicemistrzostwa Meksyku. Było to zarazem jego jedyne poważniejsze osiągnięcie odniesione w barwach San Luis, w którym występował ostatecznie przez pięć lat, niemal przez cały ten czas mając zagwarantowane miejsce między słupkami; dopiero pod koniec pobytu w zespole zaczął tracić pewną pozycję w składzie na rzecz Carlosa Trejo. W późniejszym czasie odszedł do drugoligowego CD Irapuato, gdzie mimo zaawansowanego wieku pełnił rolę podstawowego bramkarza i w sezonie Clausura 2011 triumfował z nim w rozgrywkach Liga de Ascenso, co wobec porażki w decydującym dwumeczu z Tijuaną nie zaowocowało jednak awansem do pierwszej ligi. Profesjonalną karierę piłkarską zakończył w wieku 41 lat.

## Kariera reprezentacyjna
W seniorskiej reprezentacji Meksyku Martínez zadebiutował za kadencji selekcjonera Enrique Mezy, 25 października 2000 w przegranym 0:2 meczu towarzyskim z USA. W 2001 roku został powołany przez szkoleniowca Javiera Aguirre na turniej Copa América, gdzie pozostawał jedynie rezerwowym dla Óscara Péreza i wystąpił w jednym z sześciu spotkań, zaś jego kadra zdołała wówczas dotrzeć aż do finału, przegrywając w nim ostatecznie z Kolumbią (0:1). Rok później znalazł się w składzie na Złoty Puchar CONCACAF, podczas którego rozegrał dwa z trzech meczów, natomiast Meksykanie, występujący wówczas w składzie złożonym z grających w krajowej lidze i niedoświadczonych w drużynie narodowej zawodników, odpadli z rozgrywek w ćwierćfinale. Swój bilans reprezentacyjny zamknął ogółem na czterech rozegranych spotkaniach, w których przepuścił dwa gole.

## Kariera trenerska
Po zakończeniu kariery Martínez, w listopadzie 2013, został dyrektorem sportowym drugoligowej drużyny CD Zacatepec. Cztery miesiące później tymczasowo zastąpił Guillermo Huertę na stanowisku szkoleniowca tego fatalnie spisującego się zespołu, który w osiemnastu ostatnich spotkaniach zdołał odnieść zaledwie jedno zwycięstwo. Szybko odmienił złą passę – jego podopieczni zaraz po jego przyjściu wygrali cztery mecze z rzędu, lecz on sam poprowadził Zacatepec tylko do końca sezonu.